# The Peninsula Hotels

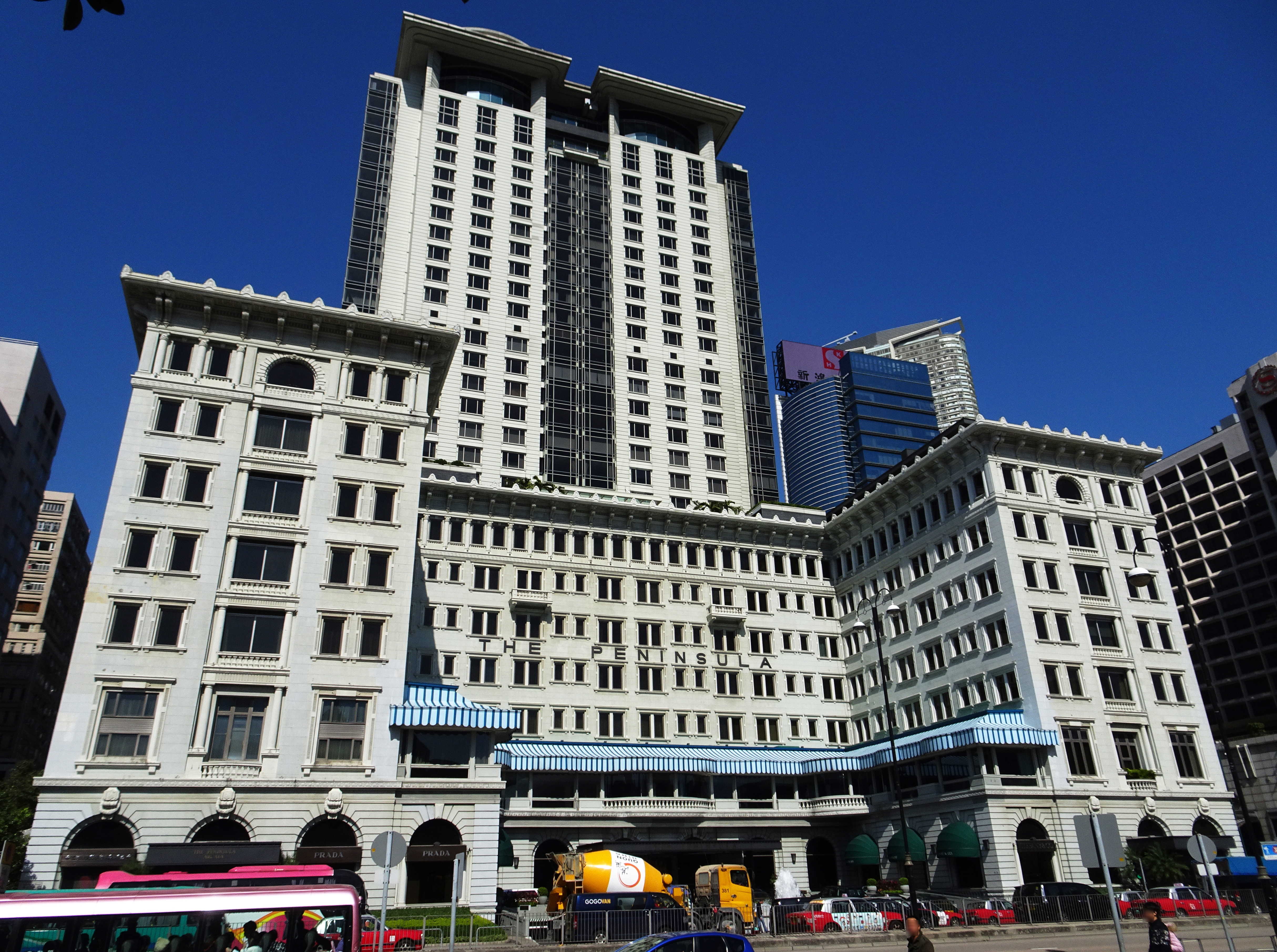
The Peninsula Hong Kong.

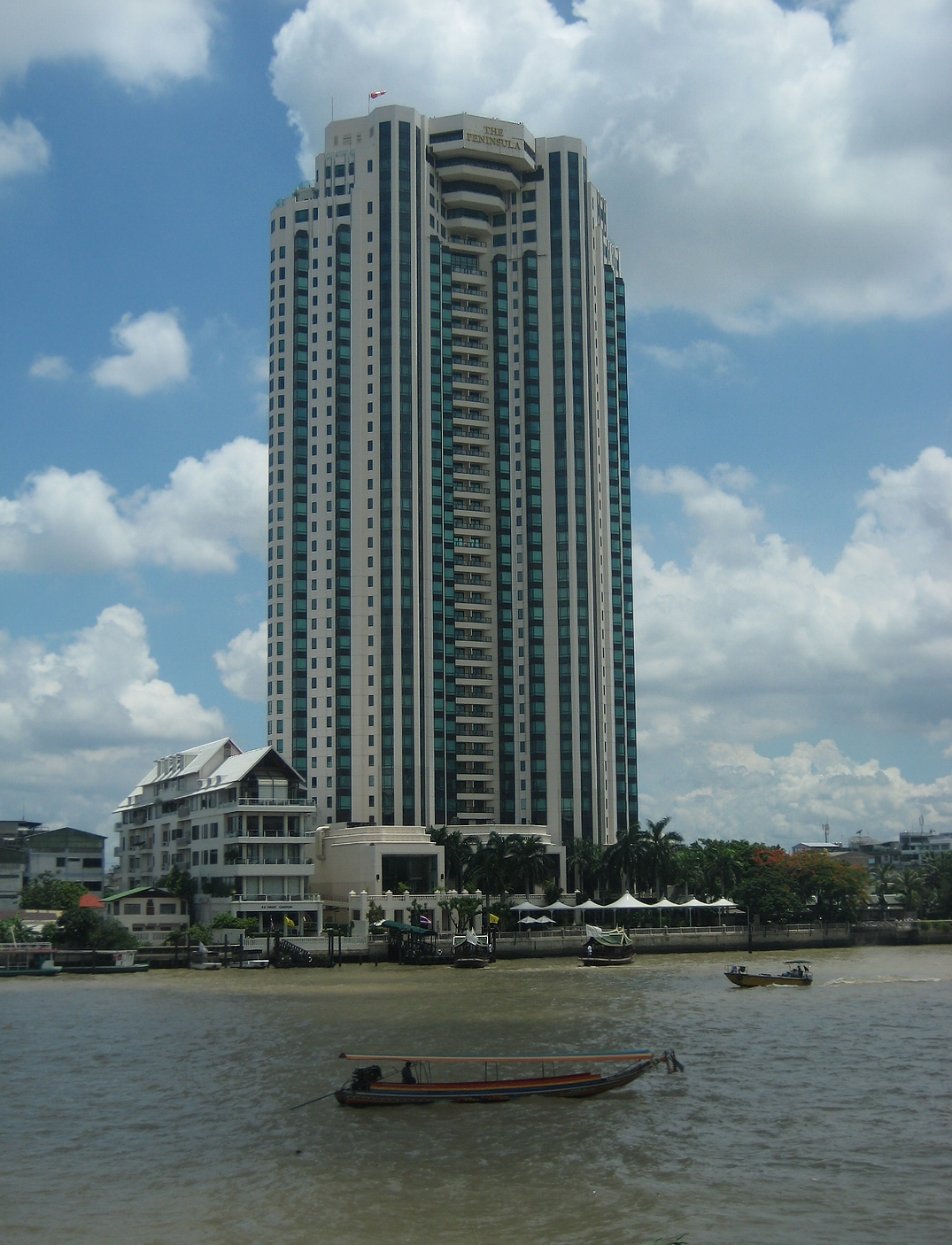
The Peninsula Bangkok.

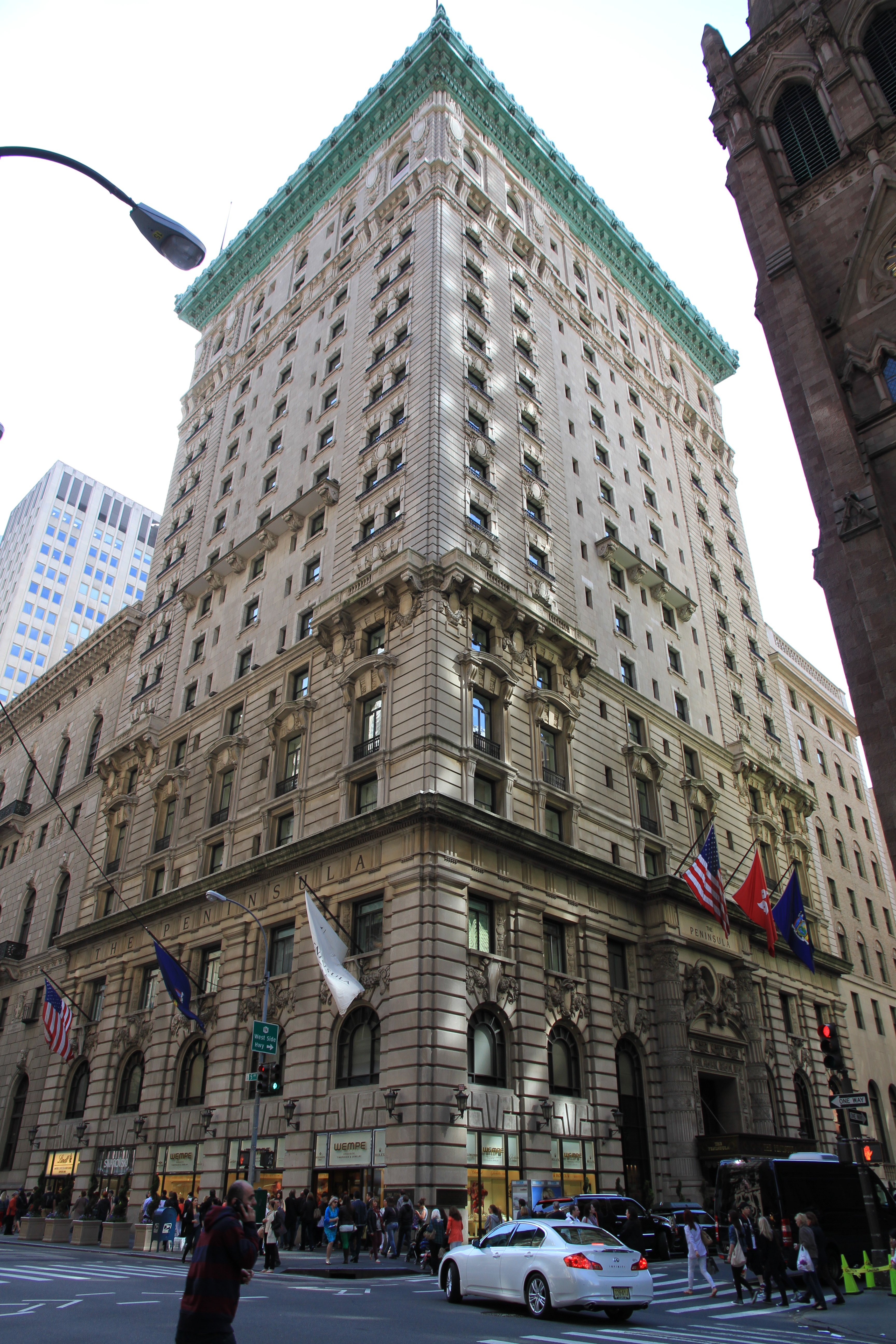
The Peninsula New York.

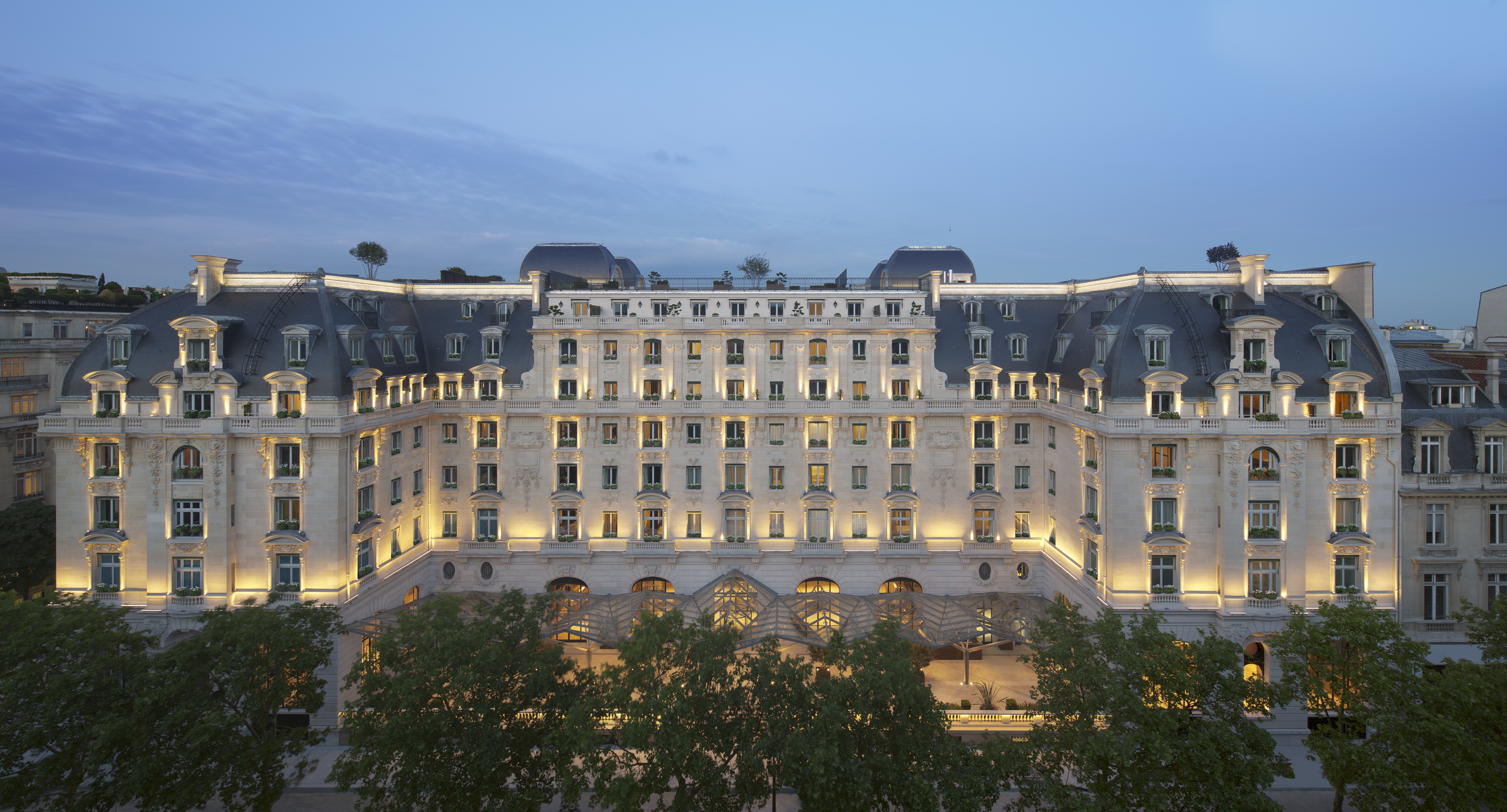
The Peninsula Paris.

The Peninsula Hotels es una cadena de hoteles de lujo propiedad de Hongkong and Shanghai Hotels. Fundada por la familia Kadoorie, su primer hotel abrió sus puertas en 1928 en Hong Kong y actualmente es el más antiguo de la ciudad.

## Historia
Hong Kong and Shanghai Hotels, Limited fue fundada en 1866. La empresa entró en el sector inmobiliario, adquiriendo varias propiedades, y en 1928 inauguró The Peninsula Hong Kong en Tsim Sha Tsui. The Peninsula Hong Kong tiene varios récords mundiales por realizar los mayores pedidos individuales de flotas de coches Rolls-Royce del mundo. En 1976 abrió sus puertas The Peninsula Manila en Makati, Gran Manila, Filipinas. Una década después, en 1988, se inauguró The Peninsula New York, al aventurarse la empresa en el mercado americano. En 1989 abrieron un hotel en Pekín y en 1991 otro en Beverly Hills.

## Premios y reconocimientos
The Peninsula Bangkok fue nombrado el mejor hotel de Asia y el séptimo mejor del mundo por la revista Travel + Leisure en agosto de 2010. En 2012, The Peninsula Tokyo fue votado como el segundo mejor hotel en su lista anual de «los quinientos mejores hoteles».

## Propiedades y ubicaciones
Actuales
- The Peninsula Hong Kong (1928)
- The Peninsula Manila (1976)
- The Peninsula New York (1988)
- The Peninsula Beijing (1989)
- The Peninsula Beverly Hills (1991)
- The Peninsula Bangkok (1998)
- The Peninsula Chicago (2001)
- The Peninsula Tokyo (2007)
- The Peninsula Shanghai (2009)
- The Peninsula Paris (2014)

Futuros
- The Peninsula Istanbul (2020)[5]
- The Peninsula London (2021)[6]
- The Peninsula Yangon (2023)[7]

Antiguos
- Hongkong Hotel (Hong Kong)
- The Repulse Bay (Hong Kong)
- The Palace Hotel (Shanghái)
- Astor House Hotel (Shanghái)

## Controversias
The Peninsula Hotels ha sido criticada por activistas por el uso de huevos procedentes de gallinas enjauladas en batería en sus hoteles. Varios competidores del grupo, incluidos Mandarin Oriental, Hyatt e InterContinental, se han comprometido a usar solo huevos procedentes de gallinas no enjauladas en 2025. Hong Kong and Shanghai Hotels respondió a las críticas comprometiéndose a usar solo huevos procedentes de gallinas no enjauladas en 2025.